# Ліберія на літніх Олімпійських іграх 1964
Ліберія брала участь у літніх Олімпійських іграх 1964 року в Токіо втретє у своїй історії, але не завоювала жодної медалі.